# Ле-Ба-Сегала
Ле-Ба-Сегала (фр. Le Bas Ségala) — муніципалітет у Франції, у регіоні Окситанія, департамент Аверон. Ле-Ба-Сегала утворено 1 січня 2016 року шляхом злиття муніципалітетів Ла-Бастід-л'Евек, Сен-Сальваду i Вабр-Тізак. Адміністративним центром муніципалітету є Ла-Бастід-л'Евек. Населення — 1593 особи (01.01.2021).